# British Motor Corporation
Die British Motor Corporation Limited (kurz BMC) war ein britischer Automobilhersteller, der 1952 aus dem Zusammenschluss der Austin Motor Company und der Nuffield Organisation (Morris, MG, Wolseley und Riley) entstand, 1966 durch weitere Zusammenschlüsse zur British Motor Holdings Limited wurde und 1968 mit der Leyland Motor Corporation (LMC) zur British Leyland Motor Corporation (BLMC) fusionierte. Der Unternehmenssitz lag in Longbridge bei Birmingham, wo sich auch das Hauptwerk von Austin befand.
Zum Unternehmen gehörten Marken wie Austin, Morris, MG und Austin-Healey sowie im deutschsprachigen Raum fast unbekannte Namen wie beispielsweise Vanden Plas, Riley, Princess und Wolseley. Ab 1966 zählte auch Jaguar dazu.
Das Unternehmen produzierte überwiegend Pkw in verschiedenen Größen- und Leistungsklassen. Des Weiteren stellte es auch Kastenwagen, Transporter, Lkw und Traktoren her. Zum wohl bekanntesten Pkw-Modell der BMC in Deutschland gehörte der 1959 eingeführte Mini.

## Geschichte

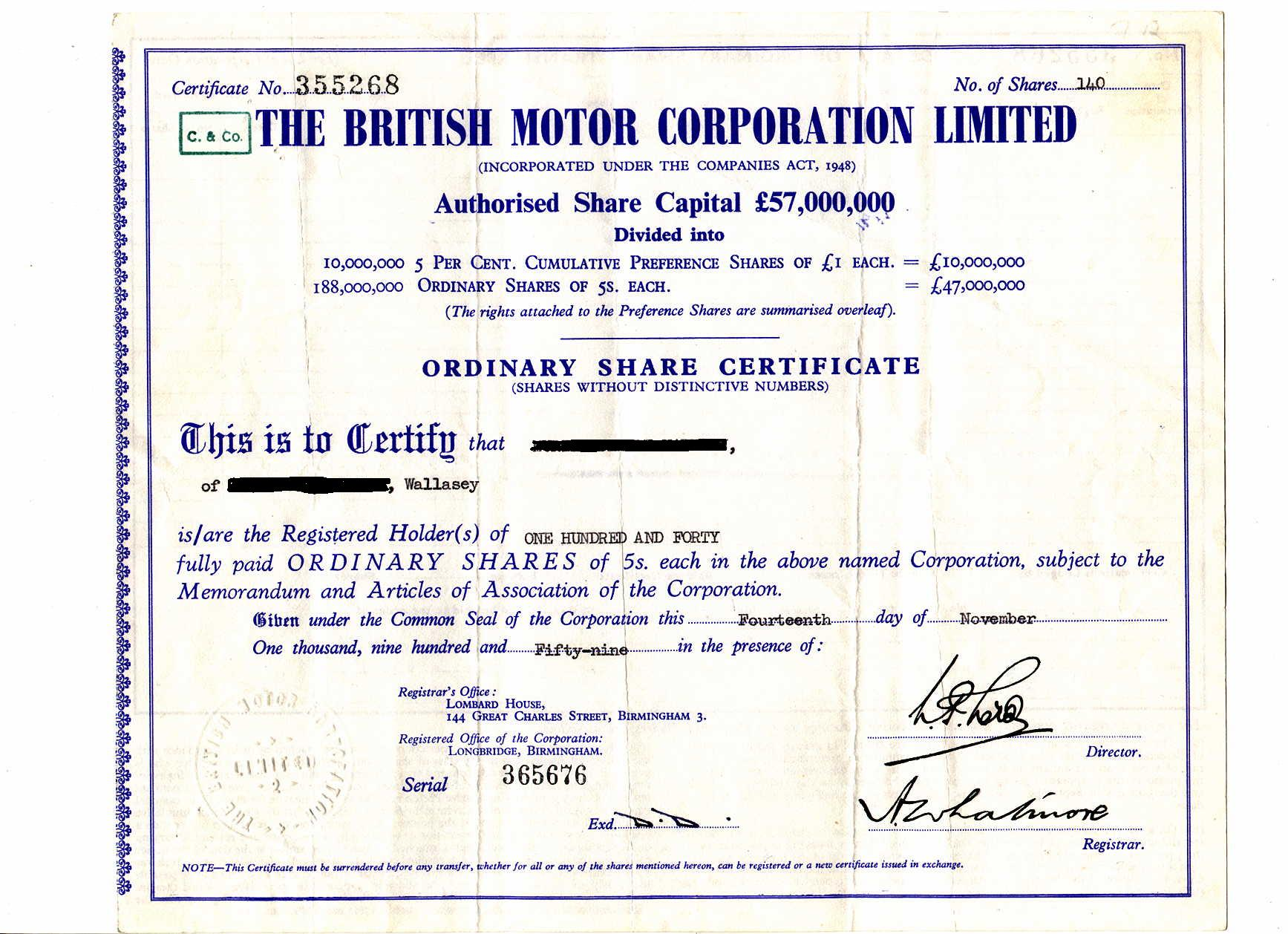
Aktie der British Motor Corporation Limited

1952 taten sich die Austin Motor Company und die Nuffield Organisation zusammen, um gemeinsam der zunehmenden Konkurrenz aus den Vereinigten Staaten (insbesondere durch Ford) entgegenzutreten. Durch den Zusammenschluss, der auch von der britischen Regierung unterstützt wurde, entstand ein Unternehmen, das in Großbritannien einen Marktanteil von mehr als 50 % hatte und zum größten Automobilhersteller in Europa wurde. Im Gegensatz zu den anderen großen Herstellern, die nur wenige unterschiedliche Modelle produzierten, baute BMC in den 1950er Jahren mehr als zehn verschiedene Modelle. BMC gelang es in den ersten Jahren nach dem Zusammenschluss nicht, aus seiner Größe und der Modellvielfalt einen Vorteil zu ziehen. So fiel das Unternehmen gegen Ende der 1950er Jahre im europaweiten Vergleich hinter Volkswagen auf Platz zwei zurück.

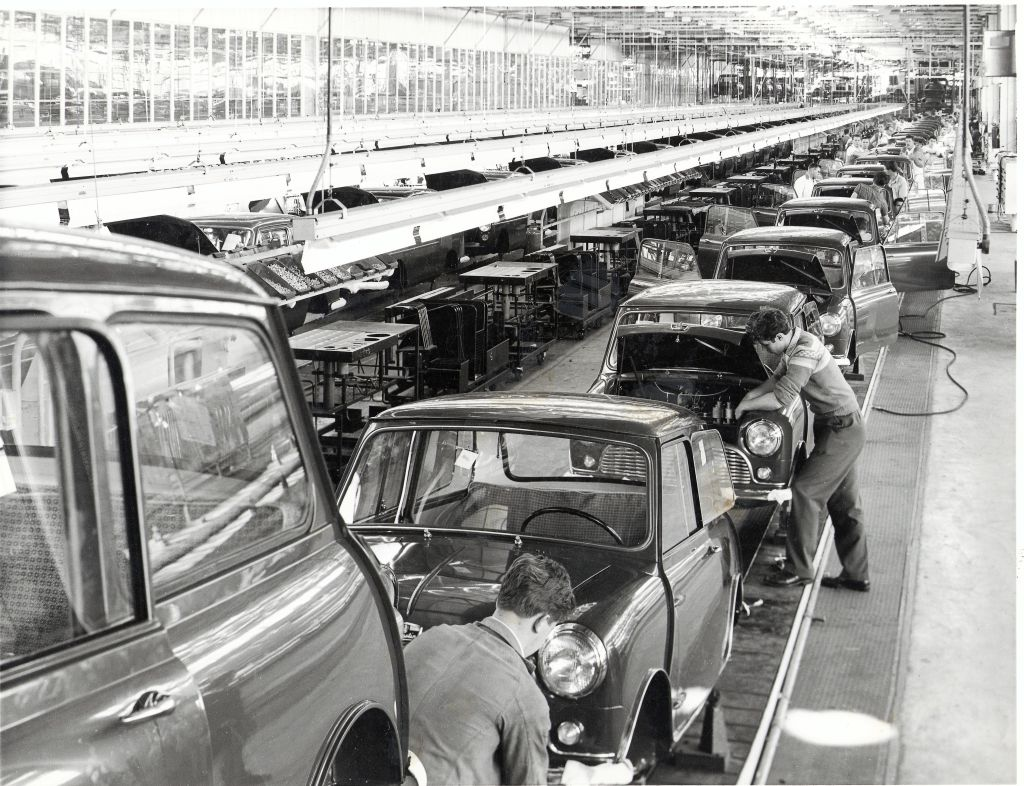
Produktion des Mini in Longbridge (1963)

Einen Aufschwung brachte die Einführung des Mini im Jahr 1959 und des Morris 1100 im Jahr 1962. Beide Modelle waren in einigen Punkten besser als die der Konkurrenz und zeichneten sich insbesondere durch eine gute Raumausnutzung und eine gute Straßenlage aus. Pininfarina hatte beim Karosseriedesign des Morris 1100 mitgewirkt und damit auch zu dessen Erfolg beigetragen. Die Marken MG und Austin-Healey waren ebenfalls angesehen, wenn auch die Verkaufszahlen dieser beiden Marken gering waren.
BMC befand sich damit eigentlich in einer guten Ausgangslage für die kommenden Jahre. Bis 1967 sank der Marktanteil der BMC am britischen Automobilmarkt allerdings auf 30 % ab. Zudem war der Jahresumsatz etwa 11 % geringer als 1960. BMC rutschte damit in die Verlustzone.

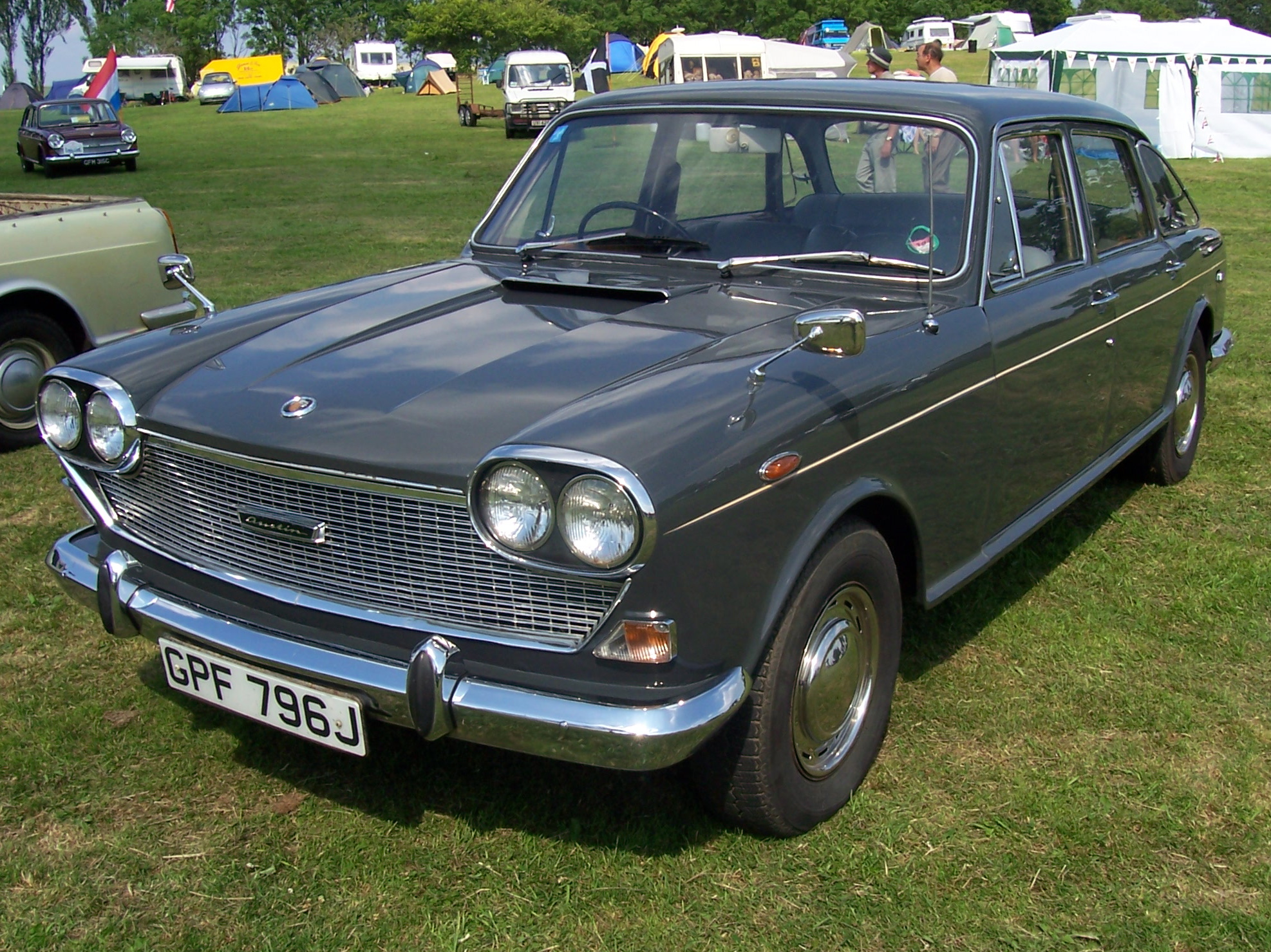
Der Austin 3-litre von 1967 war ein Misserfolg.

Ein Grund war die Konkurrenz durch Ford. Ford investierte eine erhebliche Menge Geld in neue Modelle und versuchte damit Druck auf BMC auszuüben. Aus diesen Anstrengungen entstand unter anderem das Erfolgsmodell Cortina. Als Antwort darauf stellte BMC den Austin 1800 vor. Das Modell konnte sich jedoch nicht durchsetzen und blieb deutlich hinter den Erwartungen zurück. Noch schlechter lief es mit dem ab 1967 gebauten Austin 3-litre. Design- und Konstruktionsmängel ließen ihn zum absoluten Misserfolg werden.
Neben der schlechten Entwicklungsarbeit war Missmanagement ausschlaggebend für die Krise bei der BMC. Zum einen war die Produktion unrentabel; das Unternehmen baute und verkaufte zwar viele Fahrzeuge, der Gewinn pro Fahrzeug war jedoch gering. Zum anderen tat sich die BMC schwer damit, alte Modelle auslaufen zu lassen. So baute das Unternehmen beispielsweise den Morris Minor oder den Austin A40 noch fünf weitere Jahre nach Einführung des Austin 1100 weiter. Darüber hinaus wurde das im Kern gleiche Modell von mehreren Marken mit dem jeweils markentypischen Aussehen angeboten (Badge-Engineering). Damit ergänzten sich die einzelnen Marken und deren Modelle nicht, sondern traten häufig in Konkurrenz zueinander.
Auch der Umstand, dass das Vereinigte Königreich nicht Teil der Europäischen Wirtschaftsgemeinschaft war, belastete das Unternehmen. Aber der wohl schwerwiegendeste Grund für den Niedergang der BMC war die sinkende Qualität und Zuverlässigkeit der Fahrzeuge. Das Unternehmen konzentrierte sich nicht auf die Bedürfnisse der Käufer. Man war der Ansicht, dass nur teure Autos hohe Qualitätsansprüche erfüllen sollten. Günstige Autos dagegen sollten eine geringe Qualität aufweisen. Zugleich übernahm man bei Mängeln keine Verantwortung, sondern die Schuld dafür wurde im Unternehmen hin- und hergeschoben.
1966 schlossen sich die BMC, der Zulieferer und Karosseriebauer Pressed Steel Company und Jaguar Cars (mit Daimler) zur British Motor Holdings Limited zusammen. Jaguar kam in erster Linie zu BMC, da der Hersteller Kapital benötigte, um neue Modelle zu finanzieren.
Mit diesem Schritt waren alle bedeutenden britischen Hersteller entweder bei BMC oder bei der Leyland Motor Corporation (LMC). Die britische Regierung regte einen Zusammenschluss von BMC und Leyland an, da sie überzeugt davon war, dass Größe wichtig ist für das dauerhafte Bestehen der britischen Automobilindustrie. Donald Stokes, Geschäftsführer von Leyland lehnte jedoch ab, da sein Unternehmen deutlich kleiner war und er nicht die Nebenrolle spielen wollte. Zwei Jahre später änderte sich diese Ansicht, da BMC mittlerweile an Bedeutung verloren hatte und Leyland weiter gewachsen war. 1968 kam es schließlich zum Zusammenschluss zur British Leyland Motor Corporation (BLMC) mit Stokes an der Spitze.

## Fahrzeuge

### Pkw-Modelle
Austin
- Austin A125 Sheerline (1947–54)
- Austin A135 Princess (1947–56)
- Austin A40 Sports (1950–53)
- Austin A70 Hereford (1950–54)
- Austin A30 (1951–56)
- Austin A90 Atlantic (1949–52)
- Austin A40 Devon (1947–52)
- Austin A40 Somerset (1952–54)
- Austin A40 Cambridge (1954–58)
- Austin A90 Westminster (1954–68)
- Austin Metropolitan (1954–61)
- Austin A35 (1956–59)
- Austin Lancer (Australien) (1958–62)
- Austin Princess IV (1956–57)
- Austin A40 Farina I (1958–61)
- Austin A40 Farina II (1961–68)
- Austin A55 Cambridge (1959–61)
- Austin A60 Cambridge (1961–69)
- Austin Mini (1959–2000)
- Austin Freeway (Australien) (1962–65)
- Austin 1100/1300 (1962–74)
- Austin 1800 (1964–75)
- Austin 3-litre (1967–71)
- Austin Maxi (1969–81)

Austin-Healey
- Austin-Healey 100 (1953–59)
- Austin-Healey 3000 (1959–68)
- Austin-Healey Sprite (1958–71)

MG
- MG Series Y (1947–53)
- MG TD (1949–53)
- MG TF (1953–55)
- MGA (1955–62)
- MG Magnette ZA/ZB (1953–59)
- MG Magnette Mk III/Mk IV (1959–68)
- MG Midget (1961–74)
- MGB (1962–80)
- MG 1100/1300 (1962–73)
- MGC (1967–69)

Morris
- Morris Minor (1948–71)
- Morris Oxford MO (1948–54)
- Morris Six Series MS (1948–53)
- Morris Oxford Series II (1954–56)
- Morris Oxford Series III (1956–59)
- Morris Oxford Series IV (1957–60)
- Morris Oxford Series V (1959–71)
- Morris Cowley (1954–59)
- Morris Isis (1955–58)
- Morris Marshal (Australien) (1957–60)
- Morris Major (Australien) (1958–64)
- Morris Mini (1959–2000)
- Morris 1100/1300 (1963–74)
- Morris 1800 (1964–75)

Princess
- Princess IV (1957–59)
- Princess 3 litre (1959–60)

Riley
- Riley RM-Serie (1945–55)
- Riley Pathfinder (1953–57)
- Riley 2.6 (1958–59)
- Riley 1.5 (1957–65)
- Riley 4/68 (1959–61)
- Riley 4/72 (1961–69)
- Riley Elf (1961–69)
- Riley Kestrel (1965–69)

Vanden Plas
- Vanden Plas Princess 3 Litre (1960–64)
- Vanden Plas Princess 1100/1275/1300 (1963–74)
- Vanden Plas Princess 4 Litre R (1964–68)

Wolseley
- Wolseley 4/50 (1948–53)
- Wolseley 6/80 (1948–54)
- Wolseley Oxford Taxi (1947–55)
- Wolseley 4/44 (1952–56)
- Wolseley 6/90 (1954–59)
- Wolseley 15/50 (1956–58)
- Wolseley 1500 (1957–65)
- Wolseley 15/60 (1958–61)
- Wolseley 16/60 (1961–71)
- Wolseley 6/99 (1959–61)
- Wolseley 6/110 (1961–68)
- Wolseley Hornet (1961–69)
- Wolseley 24/80 (Australien) (1962–67)
- Wolseley 1100/1300 (1965–73)
- Wolseley 18/85 (1967–72)

Modellauswahl Pkw
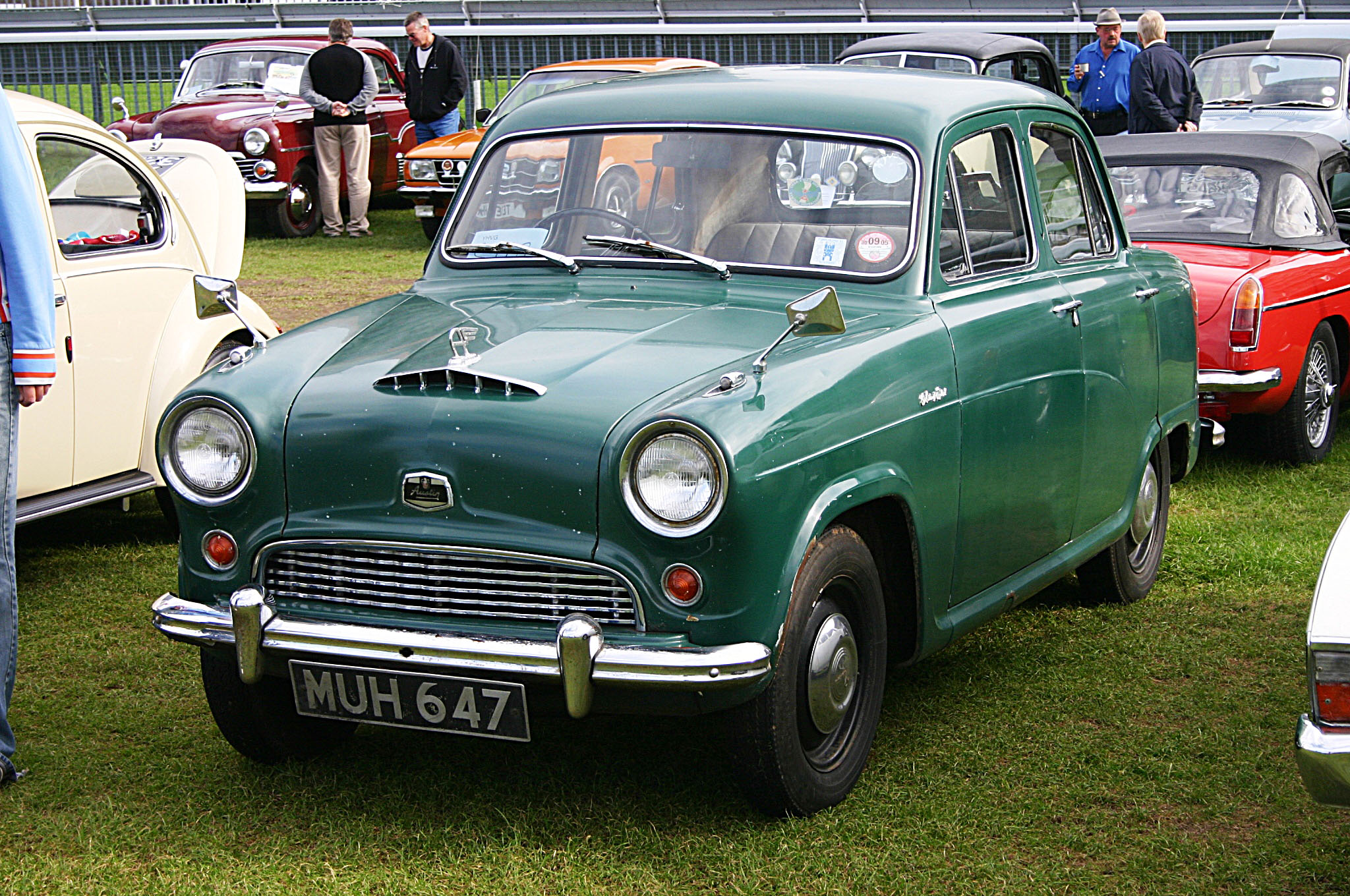
Austin A40 Cambridge
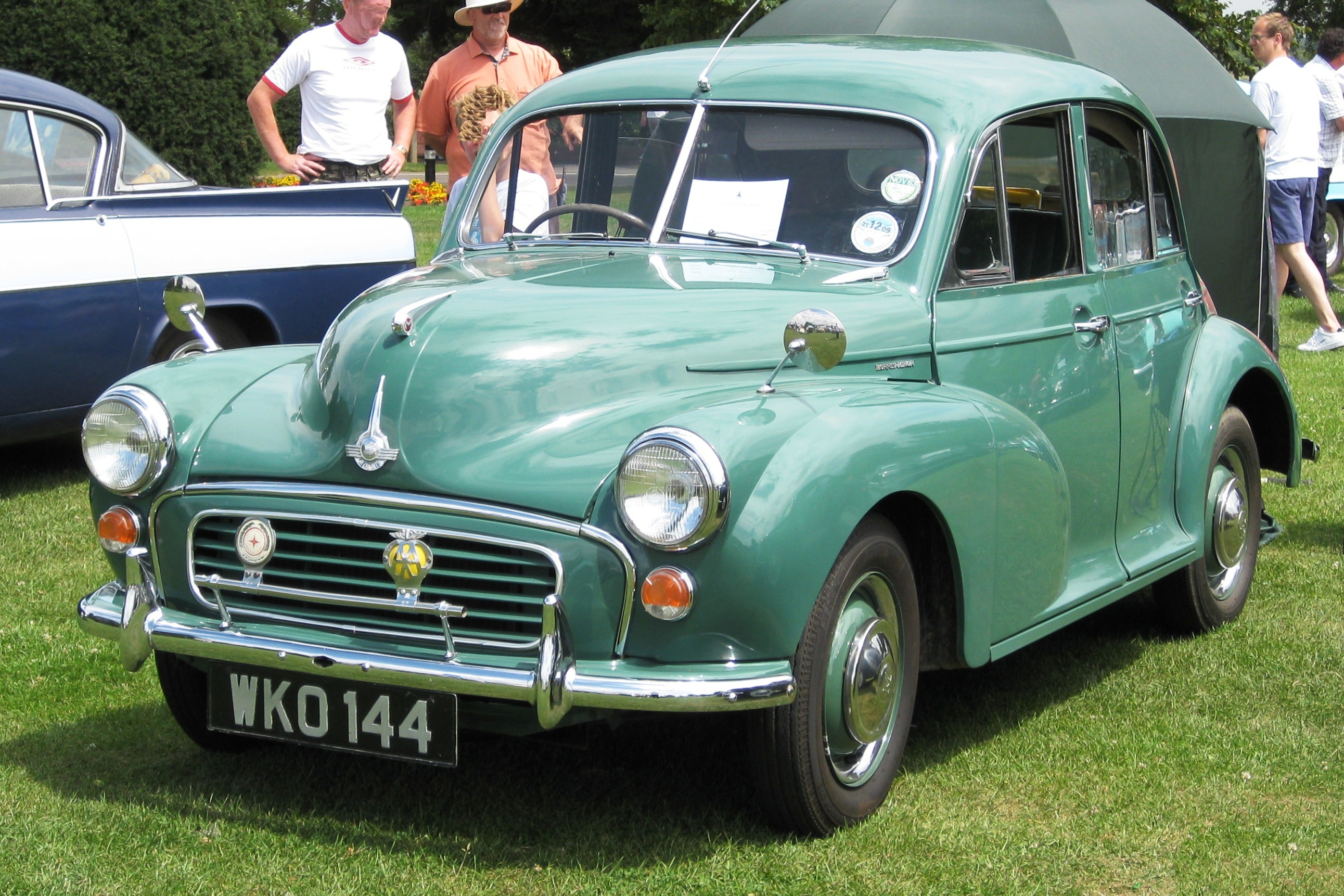
Morris Minor
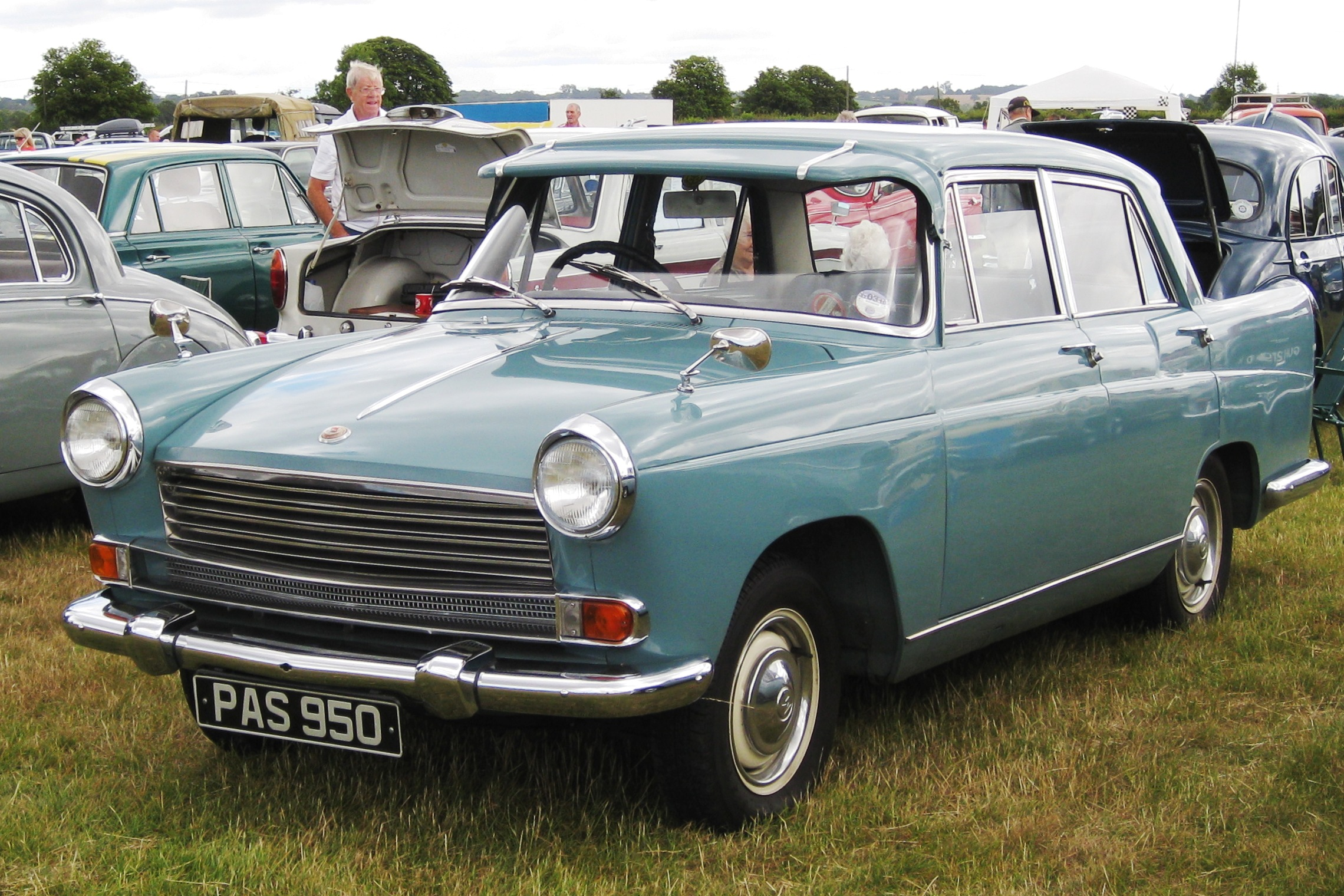
Oxford Series V
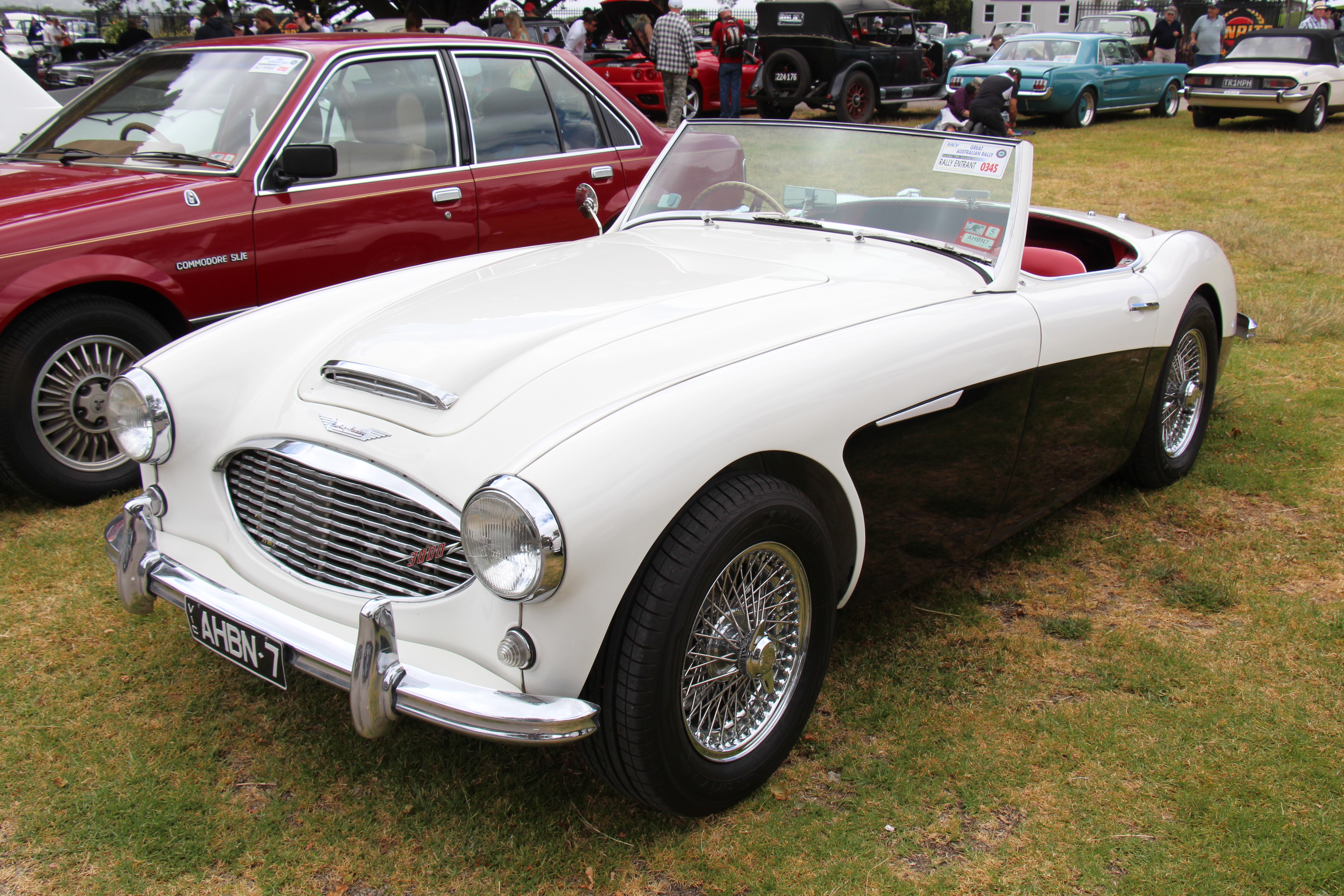
Austin Healey 3000
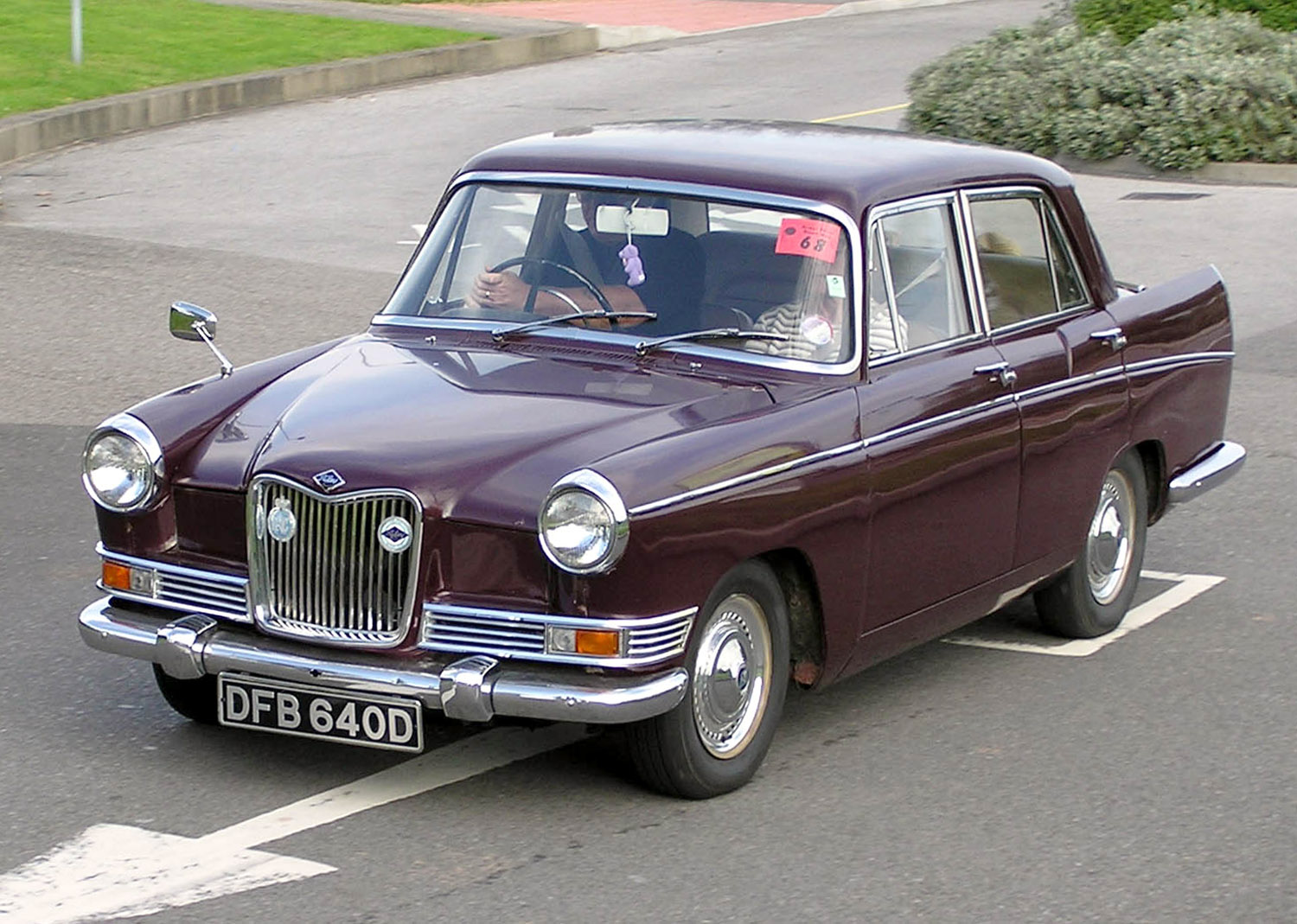
Riley 4/72

### Nutz- und Sonderfahrzeug-Modelle
Kastenwagen/Pick-up/Kombi
- Morris Series Z (1940–53)
- Morris Minor 1000 Kastenwagen (1953–71)
- Morris Cowley MCV (1950–56)
- Austin A30 Kombi (1954–56)
- Austin A35 Kombi (1956–68)
- Austin A35 Pick-up (1956–57)
- Morris Cowley Series III Kombi (1956–62)
- Austin A55 van (1958–62)
- Austin A55 pick-up (Australien) (1958–62)
- Austin Mini Kombi (1960–82)
- Austin Mini Pick-up (1961–82)
- Austin A40 Farina II Kombi (nur Export) (1961–67)
- Austin 1800 Utility (Australien) (1967–74)

Transporter
- Austin K8 (1948–54)
- Morris J-Typ (1949–60)
- Morris LD (1952–68)
- Morris J2 (1956–67)
- Morris 250 JU (1967–74)
- Morris J4 (1960–74)

Taxis
- Austin FX3 (1949–58)
- Austin FL1 Hire Car (1949–58)
- Austin FX4 (1958–82)
- Austin FL2 Hire Car (1958–82)

Lkw
- Morris LC4 (1952–54)
- Morris LC5 (1954–60)
- Morris FV-Serie I (1948–54)
- Morris FV-Serie II (1954–55)
- Morris FE-Serie III (1955–59)
- Morris FG (1960–68)
- Morris FM (1961–68)
- Morris WE 1955–64
- Morris WF (1964–81)
- Morris FF (1958–61)
- Morris FH (1961–64)
- Morris FJ (1964–68)
- BMC VA (1958–76)

Traktoren
- Nuffield Universal (1948–69)

Modellauswahl Nutz- und Sonderfahrzeuge
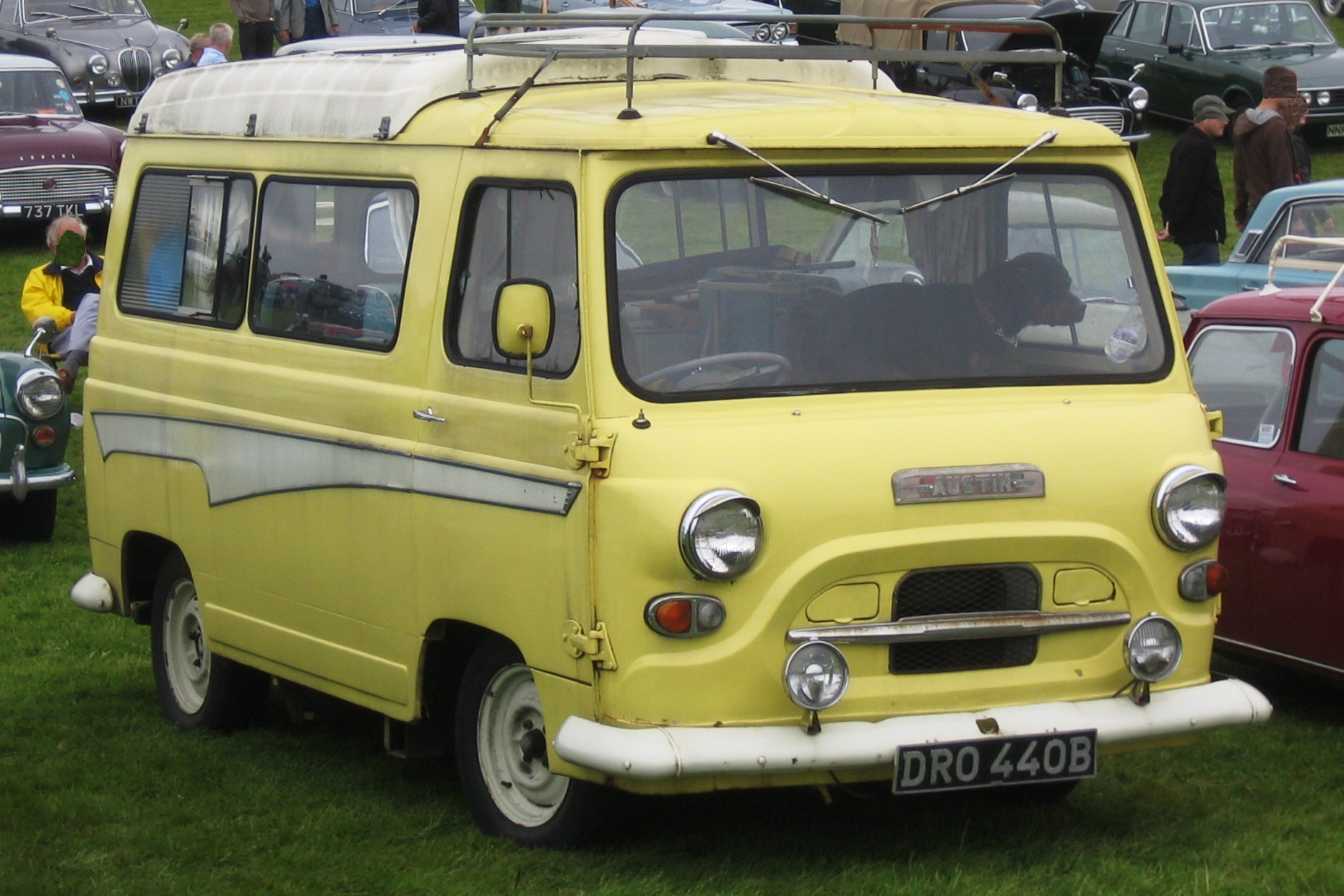
Austin J4
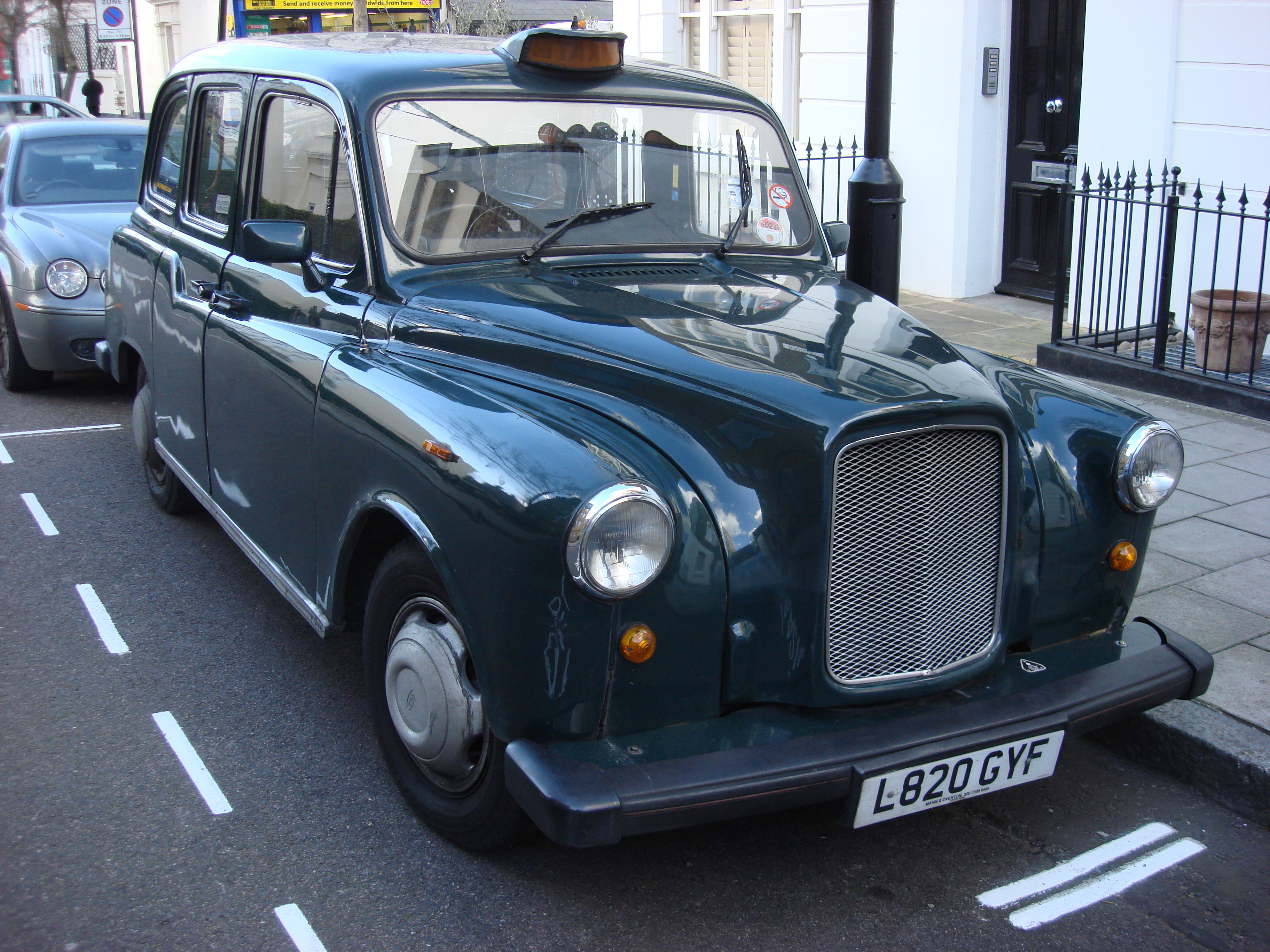
Austin FX4
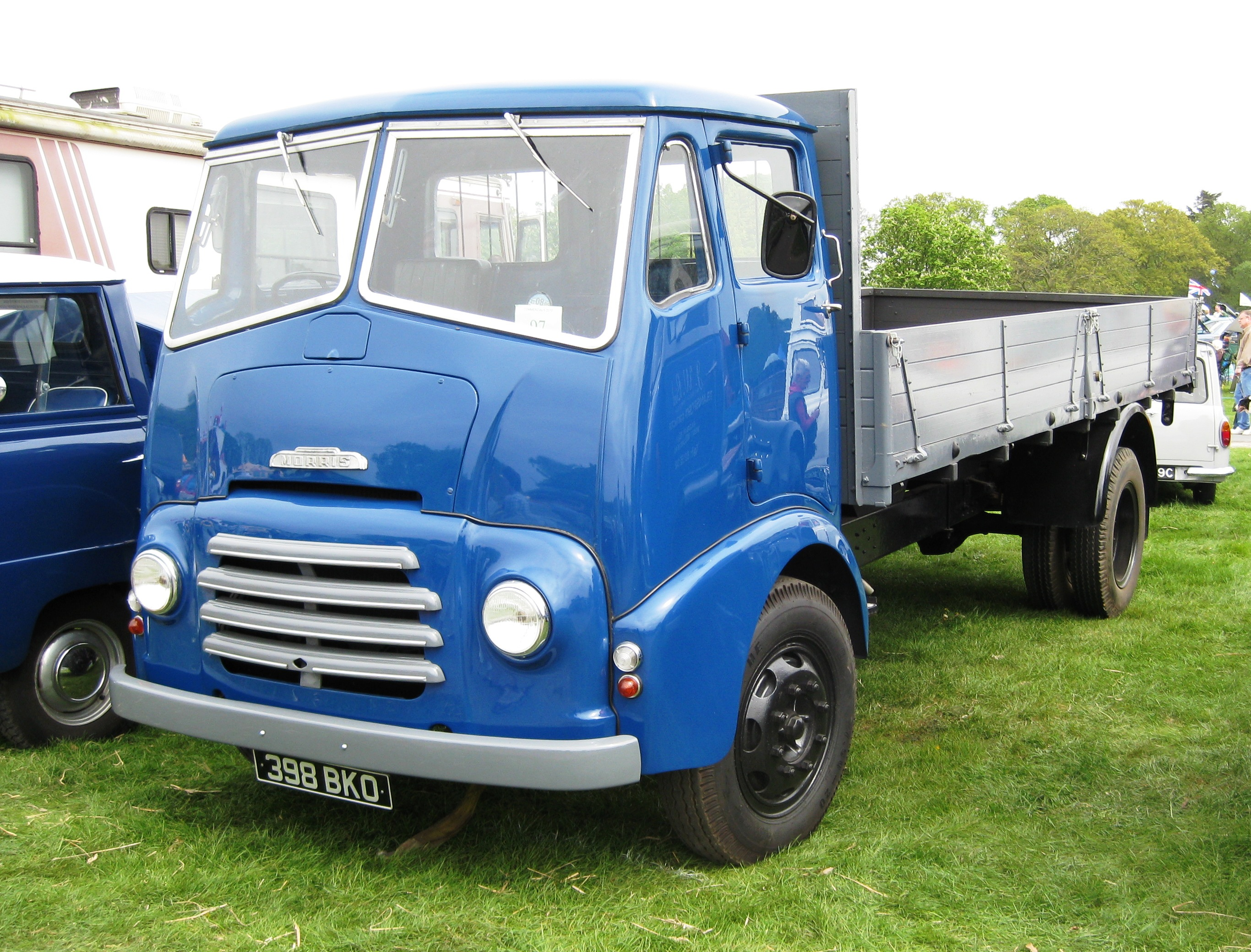
Morris FE
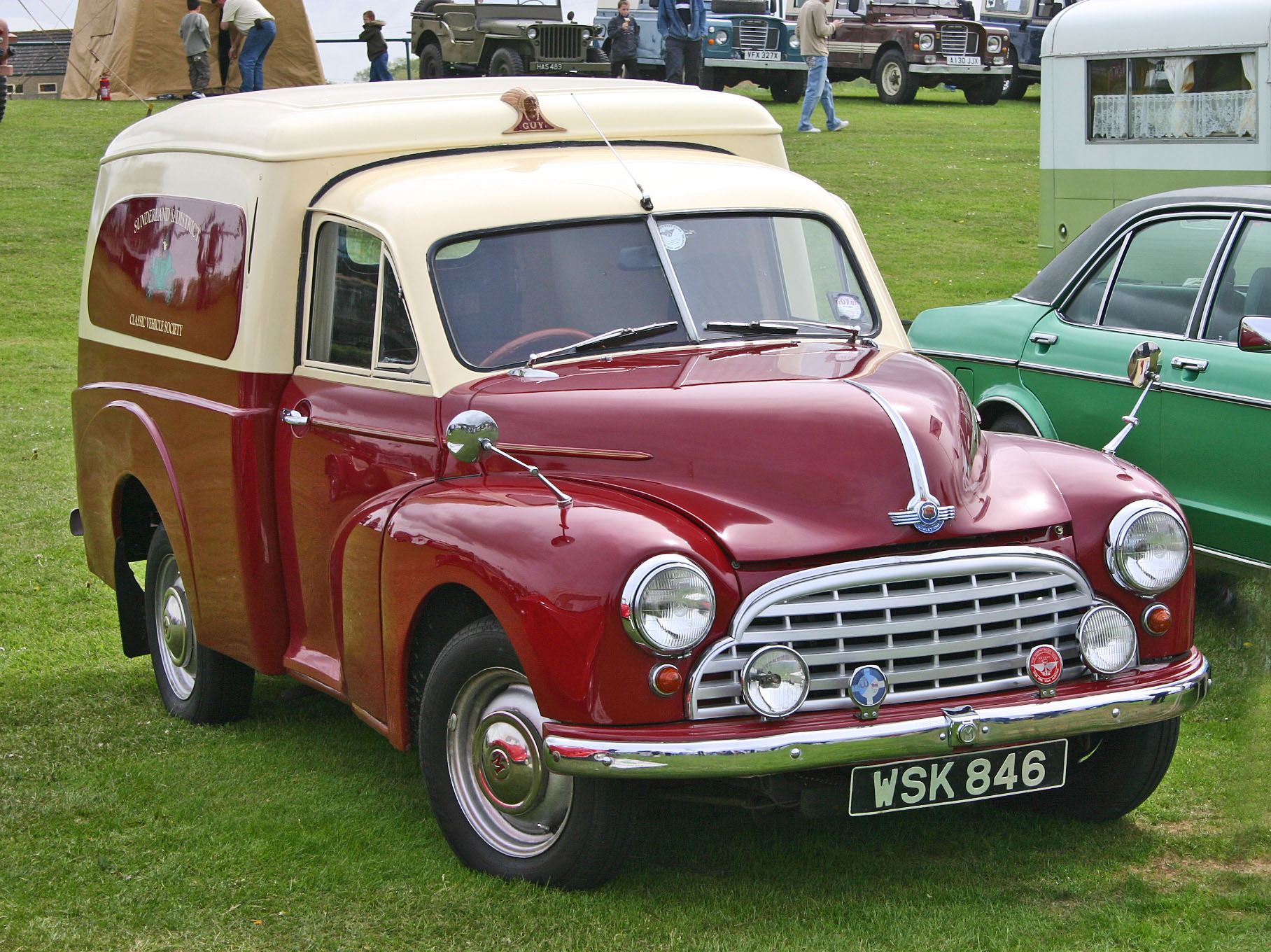
Morris Cowley MCV
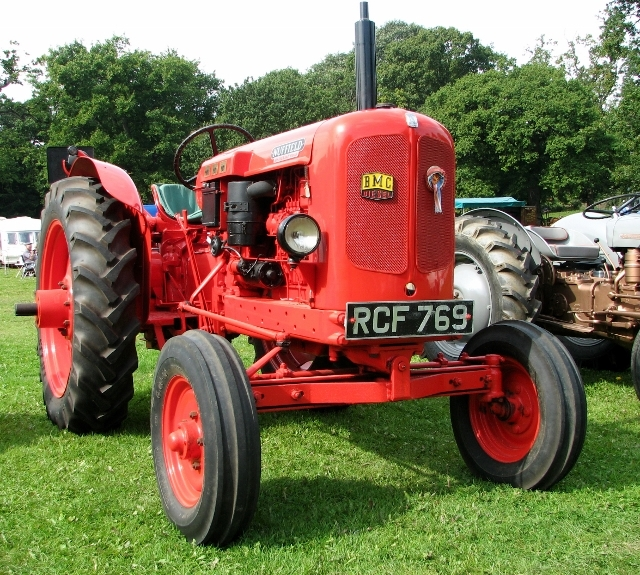
Nuffield Universal 4